# Copa do Mundo de Futsal de 2008
A Copa do Mundo de Futsal da FIFA de 2008 foi disputada no Brasil entre 30 de setembro e 19 de outubro. Esta foi a primeira edição do evento com 20 seleções participantes, quatro a mais do que a edição anterior, em Taipé Chinês 2004.
Foi a sexta edição da competição promovida pela FIFA. Também foi a segunda edição de um Mundial de Futsal no país já que, em 1982, ainda sob a tutela da FIFUSA, o Brasil sediou em São Paulo o primeiro campeonato mundial da modalidade.
As sedes foram o Ginásio Nilson Nelson, em Brasília (DF) e o Ginásio do Maracanãzinho, no Rio de Janeiro (RJ).
Durante a partida entre Rússia e Ilhas Salomão, válida pela primeira fase, foi aplicada a maior goleada da história dos mundiais. Os russos venceram por 31 a 2 e superaram o recorde que pertencia ao Brasil, quando em 2000 havia marcado 29 a 2 na Guatemala.
A Seleção Brasileira conquistou o sexto título mundial, sendo o quarto título desde que a competição passou a chancela da FIFA, ao vencer a Espanha na final. Após 2 a 2 no tempo normal e novo empate na prorrogação, os brasileiros venceram nos pênaltis por 4 a 3.

## Países classificados
| Competição                                  | Data                       | Sede      | Vagas | Classificados                                          |
| ------------------------------------------- | -------------------------- | --------- | ----- | ------------------------------------------------------ |
| País sede                                   |                            |           | 1     | Brasil                                                 |
| Copa da Ásia de Futsal de 2008              | 11 a 18 de Maio de 2008    | Tailândia | 4     | Irã Tailândia Japão China                              |
| Copa das Nações Africanas de Futsal de 2008 | 21 a 30 Março de 2008      | Líbia     | 2     | Líbia Egito                                            |
| Copa Ouro de Fustal de 2008                 | 2 a 8 Junho de 2008        | Guatemala | 3     | Guatemala Cuba Estados Unidos                          |
| Copa América de Futsal de 2008              | 23 a 28 Junho de 2008      | Uruguai   | 3     | Uruguai Argentina Paraguai                             |
| Copa das Nações de Futsal de 2008           | 8 a 14 Junho de 2008       | Fiji      | 1     | Ilhas Salomão                                          |
| Campeonato Europeu de Futsal de 2008        | 23 de Fev a 16 Abr de 2008 | Grupos    | 6     | Espanha Portugal Itália Rússia Ucrânia República Checa |
| TOTAL                                       |                            |           | 20    |                                                        |

## Sedes
| Brasília              |                          | Rio de Janeiro |
| Ginásio Nilson Nelson | Ginásio do Maracanãzinho |                |
| Capacidade: 16.600    | Capacidade: 12.600       |                |
|                       |                          |                |

## Árbitros
| Confederação | Árbitros                |
| ------------ | ----------------------- |
| AFC          | Nurdin Bukuev (KGZ)     |
| AFC          | Kazuya Isokawa (JPN)    |
| AFC          | Badrul Kalam (MAS)      |
| AFC          | Scott Kidson (AUS)      |
| AFC          | Kim Jang-Kwan (KOR)     |
| AFC          | Li Zhizhong (CHN)       |
| AFC          | Alireza Sohrabi (IRN)   |
| CAF          | Tawfik Al-Dawi (LBY)    |
| CAF          | Saiud Abdul-Kader (EGY) |
| CAF          | Asselam Khan (MOZ)      |
| CONCACAF     | Carlos del Cid (GUA)    |
| CONCACAF     | Antonio Álvarez (CUB)   |
| CONCACAF     | Jason Krnac (USA)       |
| CONCACAF     | Héctor Mesen (CRC)      |
| CONCACAF     | Elix Peralta (PAN)      |
| OFC          | Amitesh Behari (FIJ)    |

| Confederação | Árbitros                    |
| ------------ | --------------------------- |
| CONMEBOL     | Octalivar Carrero (VEN)     |
| CONMEBOL     | Sergio Ghibaudi (ARG)       |
| CONMEBOL     | Tales Goulart (BRA)         |
| CONMEBOL     | Franklin Loor (ECU)         |
| CONMEBOL     | Fabian López (COL)          |
| CONMEBOL     | Héctor Rojas (PER)          |
| CONMEBOL     | Álvaro Sacarelo (URU)       |
| CONMEBOL     | Nestor Valiente (PAR)       |
| CONMEBOL     | Giselle Torri (BRA)         |
| CONMEBOL     | Juan Carlos Fernández (CHI) |
| UEFA         | Massimo Cumbo (ITA)         |
| UEFA         | António Cardoso (POR)       |
| UEFA         | Roberto Gracia (ESP)        |
| UEFA         | Karel Henych (CZE)          |
| UEFA         | Oleg Ivanov (UKR)           |
| UEFA         | Ivan Shabanov (RUS)         |
| UEFA         | Edi Sunjic (CRO)            |
| UEFA         | Karoly Torok (HUN)          |

## Fórmula de disputa
As 20 equipes classificadas foram divididas em 4 grupos com 5 equipes. O sorteio dos grupos da primeira fase aconteceu em 10 de julho de 2008 no Centro de Convenções Ulisses Guimarães, em Brasília. Os dois primeiros colocados de cada grupo avançam à segunda fase, onde dividem-se em 2 grupos com 4 equipes cada. Os dois primeiros colocados de cada grupo avançam para a fase final, que engloba a semifinal e final.

## Primeira fase

### Grupo A
| Time          | P  | J | V | E | D | GP | GC | SG  |
| ------------- | -- | - | - | - | - | -- | -- | --- |
| Brasil        | 12 | 4 | 4 | 0 | 0 | 49 | 1  | +48 |
| Rússia        | 9  | 4 | 3 | 0 | 1 | 50 | 15 | +35 |
| Japão         | 6  | 4 | 2 | 0 | 2 | 13 | 24 | -11 |
| Cuba          | 3  | 4 | 1 | 0 | 3 | 16 | 25 | -9  |
| Ilhas Salomão | 0  | 4 | 0 | 0 | 4 | 6  | 69 | -63 |

Partidas no horário de Brasília (UTC+3)
| 30 de setembro | Brasil | 12 – 1    | Japão     | Ginásio Nilson Nelson, Brasília           |
| 10:30          | Lenísio 3', 36' · Marquinho 4' · Falcão 11' (pen), 32' · Wilde 23' · Ari 25', 28' · Schumacher 27', 35' · Betão 29' · Ciço 32' | Relatório | Osodo 15' | Público: 6 572 Árbitro: ITA Massimo Cumbo |

| 30 de setembro | Cuba | 10 – 2    | Ilhas Salomão  | Ginásio Nilson Nelson, Brasília             |
| 12:30          | Olivera 3', 10' · Madrigal 6' · Saname 10' · Morales 16', 27', 27', 30' · Martínez 27' · Mesa 40' (pen) | Relatório | Ragomo 1', 40' | Público: 3 231 Árbitro: PAR Nestor Valiente |

| 2 de outubro | Ilhas Salomão | 0 – 21    | Brasil | Ginásio Nilson Nelson, Brasília         |
| 10:30        |               | Relatório | Lenísio 5', 23', 35', 37' · Wilde 6', 19' · Vinícius 8' · Falcão 9', 19', 22', 33', 40', 40' · Schumacher 14', 17', 30' · Betão 25', 28', 28' · Gabriel 34' · Carlinhos 35' | Público: 5 845 Árbitro: USA Jason Krnac |

| 2 de outubro | Rússia | 10 – 5    | Cuba                                            | Ginásio Nilson Nelson, Brasília             |
| 12:30        | Mesa 4' (GC) · Shayakhmetov 7', 35' (pen) · Maevskiy 7' · Prudnikov 8' · Sirilo 9', 32' · Khamadiev 29' · Pula 37', 40' | Relatório | Madrigal 15' · Mesa 17', 35', 38' · Morales 36' | Público: 3 462 Árbitro: URU Álvaro Sacarelo |

| 4 de outubro | Brasil                                                                                       | 7 – 0     | Rússia | Ginásio Nilson Nelson, Brasília               |
| 10:30        | Schumacher 3' · Prudnikov 8' (GC) · Lenísio 14', 22' · Ciço 16' · Falcão 29' · Vinícius 322' | Relatório |        | Público: 8 202 Árbitro: VEN Octalivar Carrero |

| 4 de outubro | Japão                                                                            | 7 – 2     | Ilhas Salomão              | Ginásio Nilson Nelson, Brasília            |
| 12:30        | Kanayama 3' · Kogure 10' · Komiyama 12' · Fujii 23' · Osodo 28', 39' · Inada 32' | Relatório | Maeda 18' (GC) · Ginio 19' | Público: 1 785 Árbitro: ESP Roberto Gracia |

| 6 de outubro | Japão                                     | 4 – 1     | Cuba          | Ginásio Nilson Nelson, Brasília            |
| 10:30        | Osodo 23' · Inaba 25', 33' · Kanayama 31' | Relatório | Rodríguez 15' | Público: 5 096 Árbitro: LBY Tawfik Al Dawi |

| 6 de outubro | Rússia | 31 – 2    | Ilhas Salomão              | Ginásio Nilson Nelson, Brasília             |
| 12:30        | Khamadiev 1', 2', 14', 30', 34' · Shayakhmetov 1', 2', 21', 35' · Sirilo 3', 4', 10', 10', 11', 32' · Pula 4', 5', 10', 16', 16', 18', 24', 25', 27' · Maevskiy 5', 13' · Agapov 7' · Prudnikov 14', 34' · Pereverzev 36' · Azizov 39' | Relatório | Wetney 22' · Lea'alafa 27' | Público: 5 548 Árbitro: IRN Alireza Sohrabi |

| 8 de outubro | Brasil                                                                                              | 9 – 0     | Cuba | Ginásio Nilson Nelson, Brasília          |
| 10:30        | Schumacher 3' · Wilde 7', 16' · Falcão 12' (pen), 23' · Lenísio 19' · Vinícius 20' · Betão 26', 34' | Relatório |      | Público: 8 530 Árbitro: CZE Karel Henych |

| 8 de outubro | Rússia                                                                                              | 9 – 1     | Japão        | Maracanãzinho, Rio de Janeiro            |
| 10:30        | Prudnikov 3', 28' · Khamadiev 7', 9', 20' · Agapov 21' · Pula 22' · Maevskiy 22' · Shayakhmetov 37' | Relatório | Kanayama 25' | Público: 4 454 Árbitro: COL Fabián López |

### Grupo B
| Time           | P | J | V | E | D | GP | GC | SG  |
| -------------- | - | - | - | - | - | -- | -- | --- |
| Paraguai       | 9 | 4 | 3 | 0 | 1 | 19 | 5  | +14 |
| Itália         | 9 | 4 | 3 | 0 | 1 | 12 | 6  | +6  |
| Portugal       | 9 | 4 | 3 | 0 | 1 | 15 | 8  | +7  |
| Tailândia      | 3 | 4 | 1 | 0 | 3 | 7  | 15 | -8  |
| Estados Unidos | 0 | 4 | 0 | 0 | 4 | 5  | 24 | -19 |

Critérios de desempate:
- Paraguai, Itália e Portugal empataram em número de pontos e as posições finais estabeleceram-se pelo saldo de gols apenas no confronto entre eles.
  - Paraguai: +1
  - Itália: 0
  - Portugal: -1

| 30 de Setembro 10:30 | Itália          | 1 – 0     | Tailândia | Ginásio do Maracanãzinho, Rio de Janeiro   |
|                      | Grana 15' (pen) | Relatório |           | Público: 4,012 Árbitro: Asselam Khan (MOZ) |

| 30 de Setembro 12:30 | Paraguai                                                                     | 5 – 0     | Estados Unidos | Ginásio do Maracanãzinho, Rio de Janeiro  |
|                      | Santander 7' · Alcaraz 17' · Fernández 20' · Chilavert 23' · R. Villalba 39' | Relatório |                | Público: 4,012 Árbitro: Oleg Ivanov (UKR) |

| 2 de Outubro 10:30 | Portugal                          | 3 – 2     | Paraguai                       | Ginásio do Maracanãzinho, Rio de Janeiro     |
|                    | Pedro Costa 2' · Arnaldo 22', 38' | Relatório | Rotella 8' · R. Villalba 28' · | Público: 2,736 Árbitro: Carlos del Cid (GUA) |

| 2 de Outubro 12:30 | Estados Unidos | 1 – 6     | Itália                                                                               | Ginásio do Maracanãzinho, Rio de Janeiro    |
|                    | Rosenband 5'   | Relatório | Foglia 8' · Zanetti 11' · Nora 32' · Grana 36' (pen) · Bertoni 37' · Assis 40' (pen) | Público: 3,271 Árbitro: Tales Goulart (BRA) |

| 4 de Outubro 10:30 | Tailândia                                                                         | 5 – 3     | Estados Unidos                      | Ginásio do Maracanãzinho, Rio de Janeiro   |
|                    | Suratsawang 14' · Innui 16' · Issarasuwipakorn 29' · Janta 30' · Khumthinkaew 39' | Relatório | Apple 20' · Cabral 22' · Morris 40' | Público: 3,908 Árbitro: Héctor Mesen (CRC) |

| 4 de Outubro 12:30 | Itália                           | 3 – 1     | Portugal       | Ginásio do Maracanãzinho, Rio de Janeiro      |
|                    | Grana 16' (pen), 34' · Assis 37' | Relatório | Ricardinho 39' | Público: 4,463 Árbitro: Sergio Ghibaudi (ARG) |

| 6 de Outubro 10:30 | Portugal                                                                              | 8 – 1     | Estados Unidos | Ginásio do Maracanãzinho, Rio de Janeiro  |
|                    | Leitão 1', 2', 27' · Gonçalo 20' · Arnaldo 23' · Jardel 27' · Bibi 29' · Cardinal 36' | Relatório | Naumoski 36'   | Público: 3,935 Árbitro: Li Zhizhong (CHN) |

| 6 de Outubro 12:30 | Tailândia | 0 – 8     | Paraguai                                                                          | Ginásio do Maracanãzinho, Rio de Janeiro   |
|                    |           | Relatório | R. Villalba 5', 12' (pen), 12', 24' · Jara 27' · W. Villalba 31' · Román 36', 38' | Público: 4,025 Árbitro: Asselam Khan (MOZ) |

| 8 de Outubro 12:30 | Itália                          | 2 – 4     | Paraguai                                         | Ginásio do Maracanãzinho, Rio de Janeiro      |
|                    | Zanetti 6' · Santander 16' (GC) | Relatório | Rotella 15', 37' · Alcaraz 21' · R. Villalba 32' | Público: 5,017 Árbitro: Antonio Álvarez (CUB) |

| 8 de Outubro 12:30 | Portugal                               | 3 – 2     | Tailândia                    | Ginásio Nilson Nelson, Brasília            |
|                    | Arnaldo 2' · Israel 26' · Cardinal 39' | Relatório | Suaratsawang 19' · Janta 37' | Público: 4,826 Árbitro: Badrul Kalam (MAS) |

### Grupo C
| Time      | P  | J | V | E | D | GP | GC | SG  |
| --------- | -- | - | - | - | - | -- | -- | --- |
| Ucrânia   | 10 | 4 | 3 | 1 | 0 | 17 | 7  | +10 |
| Argentina | 10 | 4 | 3 | 1 | 0 | 13 | 5  | +8  |
| Guatemala | 6  | 4 | 2 | 0 | 2 | 14 | 9  | +5  |
| Egito     | 3  | 4 | 1 | 0 | 3 | 9  | 12 | -3  |
| China     | 0  | 4 | 0 | 0 | 4 | 5  | 25 | -20 |

| 1 de Outubro | Guatemala   | 1 – 0     | Egito | Ginásio Nilson Nelson, Brasília            |
| 10:30        | Acevedo 40' | Relatório |       | Público: 5,156 Árbitro: Scott Kidson (AUS) |

| 1 de Outubro | Argentina                                    | 5 – 0     | China | Ginásio Nilson Nelson, Brasília               |
| 12:30        | Giménez 6', 9', 17' · Amas 30' · Corazza 40' | Relatório |       | Público: 5,150 Árbitro: António Cardoso (POR) |

| 3 de Outubro | Egito                      | 2 – 4     | Argentina                                     | Ginásio Nilson Nelson, Brasília            |
| 10:30        | El Agouz 18' · Samasry 22' | Relatório | Giménez 17' · Giustozzi 22', 40' · Lucuix 32' | Público: 4,385 Árbitro: Karel Henych (CZE) |

| 3 de Outubro | Ucrânia                                                                         | 6 – 2     | Guatemala                 | Ginásio Nilson Nelson, Brasília            |
| 12:30        | Zamyatin 13' · Cheporniuk 24' · Rogachov 26', 29' · Romanov 36' · Legchanov 40' | Relatório | de León 22' · Acevedo 35' | Público: 4,456 Árbitro: Badrul Kalam (MAS) |

| 5 de Outubro | China                     | 2 – 6     | Egito                                                                     | Ginásio Nilson Nelson, Brasília            |
| 10:30        | Zhang Xi 25' · Hu Jie 40' | Relatório | Saleh 10' · Mizo 18' · El Komsan 19' · El Agouz 22', 24' · Abou Serie 27' | Público: 6,264 Árbitro: Karoly Torok (HUN) |

| 5 de Outubro | Argentina                  | 2 – 2     | Ucrânia                     | Ginásio Nilson Nelson, Brasília             |
| 12:30        | Planas 32' · Giustozzi 40' | Relatório | Ivanov 38' · Cheporniuk 39' | Público: 6,335 Árbitro: Kim Jang-Kwan (KOR) |

| 7 de Outubro | China         | 1 – 10    | Guatemala                                                                                     | Ginásio Nilson Nelson, Brasília          |
| 10:30        | Liu Xinyi 31' | Relatório | Acevedo 1' · Tejada 3', 18' · González 9', 36' · Castro 10' · Estrada 10', 16', 37' · Noj 33' | Público: 5,609 Árbitro: Edi Sunjic (CRO) |

| 7 de Outubro | Ucrânia                                                                                | 5 – 1     | Egito    | Ginásio Nilson Nelson, Brasília             |
| 12:30        | Saleh 7' (GC) · Legchanov 18' (pen) · Ivanov 21' · Cheporniuk 31' (pen) · Zamyatin 36' | Relatório | Mizo 29' | Público: 5,703 Árbitro: Franklin Loor (ECU) |

| 9 de Outubro | Argentina               | 2 – 1     | Guatemala     | Ginásio Nilson Nelson, Brasília             |
| 12:30        | Lucuix 1' · Wilhelm 28' | Relatório | Aristondo 38' | Público: 6,178 Árbitro: Massimo Cumbo (ITA) |

| 9 de Outubro | Ucrânia                                           | 4 – 2     | China                      | Ginásio do Maracanãzinho, Rio de Janeiro   |
| 12:30        | Zamyatin 19', 32' · Makayev 35' · Hu Jie 36' (GC) | Relatório | Hu Jie 18' · Zheng Tao 38' | Público: 4,552 Árbitro: Asselam Khan (MOZ) |

### Grupo D
| Time            | P  | J | V | E | D | GP | GC | SG  |
| --------------- | -- | - | - | - | - | -- | -- | --- |
| Espanha         | 10 | 4 | 3 | 1 | 0 | 13 | 3  | +10 |
| Irã             | 10 | 4 | 3 | 1 | 0 | 14 | 9  | +5  |
| República Checa | 6  | 4 | 2 | 0 | 2 | 10 | 10 | 0   |
| Líbia           | 1  | 4 | 0 | 1 | 3 | 7  | 14 | -7  |
| Uruguai         | 1  | 4 | 0 | 1 | 3 | 6  | 14 | -8  |

| 1 de Outubro | Espanha                     | 3 – 3     | Irã                                        | Ginásio do Maracanãzinho, Rio de Janeiro |
| 10:30        | Torras 22', 36' · Borja 30' | Relatório | Taheri 4' · Shamsaee 12' · Hassanzadeh 12' | Árbitro: Fabian López (COL)              |

| 1 de Outubro | Uruguai                                 | 3 – 3     | Líbia                                 | Ginásio do Maracanãzinho, Rio de Janeiro     |
| 12:30        | Custódio 2' · Laurino 22' · Garrido 31' | Relatório | Abdel 28' · Shahout 37' · Alkhoga 40' | Público: 3,557 Árbitro: Kazuya Isokawa (JPN) |

| 3 de Outubro | Líbia | 0 – 3     | Espanha                                     | Ginásio do Maracanãzinho, Rio de Janeiro    |
| 10:30        |       | Relatório | Javi Rodríguez 3' · Álvaro 16' · Daniel 30' | Público: 3,339 Árbitro: Nurdin Bukuev (KGZ) |

| 3 de Outubro | República Checa                                    | 4 – 1     | Uruguai  | Ginásio do Maracanãzinho, Rio de Janeiro   |
| 12:30        | R. Mareš 8' · Sluka 25' · Sláma 29' · Filinger 40' | Relatório | Sebá 17' | Público: 3,293 Árbitro: Héctor Mesen (CRC) |

| 5 de Outubro | Espanha                                                 | 4 – 0     | República Checa | Ginásio do Maracanãzinho, Rio de Janeiro    |
| 10:30        | Javi Rodríguez 1' · Marcelo 21', 23' · Daniel 22' (pen) | Relatório |                 | Público: 2,471 Árbitro: Ivan Shabanov (RUS) |

| 5 de Outubro | Irã                                           | 4 – 2     | Líbia                        | Ginásio do Maracanãzinho, Rio de Janeiro   |
| 12:30        | Taheri 5' · Hashemzadeh 7', 17' · Tayyebi 32' | Relatório | Abdel 19' · Rahoma 25' (pen) | Público: 4,103 Árbitro: Elix Peralta (PAN) |

| 7 de Outubro | República Checa                                          | 4 – 2     | Líbia                       | Ginásio do Maracanãzinho, Rio de Janeiro    |
| 10:30        | M. Mareš 6' (pen) · Kopecký 14' · Dlouhý 25' · Sluka 38' | Relatório | Y. Mohamed 17' · Rahoma 23' | Público: 3,530 Árbitro: Tales Goulart (BRA) |

| 7 de Outubro | Irã                                                     | 4 – 2     | Uruguai                             | Ginásio do Maracanãzinho, Rio de Janeiro      |
| 12:30        | Taheri 2' · Tayyebi 8' · Shamsaee 20' · Hashemzadeh 27' | Relatório | Mincho 14' (pen) · J. Rodríguez 37' | Público: 3,900 Árbitro: Antonio Álvarez (CUB) |

| 9 de Outubro | Espanha                                | 3 – 0     | Uruguai | Ginásio do Maracanãzinho, Rio de Janeiro   |
| 10:30        | Javi Rodríguez 18' · Fernando 20', 21' | Relatório |         | Público: 4,442 Árbitro: Héctor Mesen (CRC) |

| 9 de Outubro | República Checa           | 2 – 3     | Irã                                 | Ginásio Nilson Nelson, Brasília               |
| 10:30        | Janovský 27' · Dlouhý 31' | Relatório | Hassanzadeh 16', 39' · Shamsaee 30' | Público: 5,786 Árbitro: António Cardoso (POR) |

## Segunda fase

### Grupo E
| Time    | P | J | V | E | D | GP | GC | SG |
| ------- | - | - | - | - | - | -- | -- | -- |
| Brasil  | 9 | 3 | 3 | 0 | 0 | 9  | 3  | +6 |
| Itália  | 4 | 3 | 1 | 1 | 1 | 9  | 8  | +1 |
| Irã     | 4 | 3 | 1 | 1 | 1 | 10 | 10 | 0  |
| Ucrânia | 0 | 3 | 0 | 0 | 3 | 7  | 14 | -7 |

| 11 de Outubro 10:30 | Brasil        | 1 – 0     | Irã | Ginásio do Maracanãzinho, Rio de Janeiro    |
|                     | Schumacher 2' | Relatório |     | Público: 7,811 Árbitro: Ivan Shabanov (RUS) |

| 11 de Outubro 12:30 | Ucrânia | 0 – 4     | Itália                         | Ginásio do Maracanãzinho, Rio de Janeiro   |
|                     |         | Relatório | Nora 26', 33' · Forte 31', 39' | Público: 7,930 Árbitro: Héctor Rojas (PER) |

| 12 de Outubro 10:30 | Itália | 0 – 3     | Brasil                                 | Ginásio do Maracanãzinho, Rio de Janeiro      |
|                     |        | Relatório | Schumacher 11' · Lenísio 13' · Ari 29' | Público: 8,077 Árbitro: Antonio Álvarez (CUB) |

| 12 de Outubro 12:30 | Ucrânia                                       | 4 – 5     | Irã                                                                     | Ginásio do Maracanãzinho, Rio de Janeiro   |
|                     | Makayev 5', 36' · Cheporniuk 8' · Khursov 15' | Relatório | Shamsaee 9' (pen), 12' (pen) · Pylypiv 10' (GC) · Taheri 14', 19' (pen) | Público: 7,396 Árbitro: Asselam Khan (MOZ) |

| 14 de Outubro 10:30 | Brasil                                            | 5 – 3     | Ucrânia                        | Ginásio do Maracanãzinho, Rio de Janeiro      |
|                     | Falcão 8', 15', 19' · Lenísio 17' · Marquinho 21' | Relatório | Zamyatin 1' · Romanov 16', 39' | Público: 6,141 Árbitro: Nestor Valiente (PAR) |

| 14 de Outubro 10:30 | Irã                                                                  | 5 – 5     | Itália                                              | Ginásio Nilson Nelson, Brasília            |
|                     | Daneshvar 10', 35' · Masoudi 12' · Hashemzadeh 26' · Hassanzadeh 28' | Relatório | Grana 1', 8' · Nora 13' · Fabiano 30' · Bertoni 40' | Público: 7,881 Árbitro: Scott Kidson (AUS) |

### Grupo F
| Time      | P | J | V | E | D | GP | GC | SG |
| --------- | - | - | - | - | - | -- | -- | -- |
| Espanha   | 9 | 3 | 3 | 0 | 0 | 11 | 4  | +7 |
| Rússia    | 4 | 3 | 1 | 1 | 1 | 9  | 11 | -2 |
| Argentina | 2 | 3 | 0 | 2 | 1 | 6  | 7  | -1 |
| Paraguai  | 1 | 3 | 0 | 1 | 2 | 8  | 12 | -4 |

| 11 de Outubro 10:30 | Paraguai                          | 3 – 3     | Argentina                               | Ginásio Nilson Nelson, Brasília             |
|                     | Alcaraz 1', 38' · R. Villalba 13' | Relatório | Corazza 16' · González 33' · Lucuix 34' | Público: 5,961 Árbitro: Franklin Loor (ECU) |

| 11 de Outubro 12:30 | Espanha                                                                          | 5 – 2     | Rússia                       | Ginásio Nilson Nelson, Brasília             |
|                     | Álvaro 12' · Torras 30' · Daniel 32' (pen) · Javi Rodríguez 38' · Luis Amado 39' | Relatório | Prudnikov 17' · Maevskiy 26' | Público: 6,244 Árbitro: Massimo Cumbo (ITA) |

| 12 de Outubro 10:30 | Espanha                  | 2 – 1     | Argentina   | Ginásio Nilson Nelson, Brasília            |
|                     | Fernando 14' · Ortíz 23' | Relatório | Garcias 19' | Público: 4,180 Árbitro: Scott Kidson (AUS) |

| 12 de Outubro 12:30 | Rússia                                                | 5 – 4     | Paraguai                                  | Ginásio Nilson Nelson, Brasília           |
|                     | Pula 7', 31' (pen), 34' · Shayakhmetov 18' (pen), 39' | Relatório | Rotella 19' (pen) · Alcaraz 22', 31', 38' | Público: 4,371 Árbitro: Jason Krnac (USA) |

| 14 de Outubro 12:30 | Argentina              | 2 – 2     | Rússia                         | Ginásio do Maracanãzinho, Rio de Janeiro      |
|                     | Amas 4' · González 35' | Relatório | Dushkevich 16' · Prudnikov 31' | Público: 6,407 Árbitro: Antonio Álvarez (CUB) |

| 14 de Outubro 12:30 | Paraguai          | 1 – 4     | Espanha                            | Ginásio Nilson Nelson, Brasília             |
|                     | Alcaraz 34' (pen) | Relatório | Álvaro 3' · Fernando 21', 36', 37' | Público: 8,108 Árbitro: Franklin Loor (ECU) |

## Fase final
|  | Semifinais                             | Semifinais                             |       |                                        | Final                                  | Final |  |
|  |                                        |                                        |       |                                        |                                        |       |  |
|  | 16 de outubro de 2008 - Rio de Janeiro |                                        |       |                                        |                                        |       |  |
|  | Rússia                                 | 2                                      |       |                                        |                                        |       |  |
|  | Brasil                                 | 4                                      |       |                                        |                                        |       |  |
|  |                                        |                                        |       |                                        |                                        |       |  |
|  |                                        |                                        |       |                                        | 19 de outubro de 2008 - Rio de Janeiro |       |  |
|  |                                        |                                        |       |                                        | Brasil                                 | 2 (4) |  |
|  |                                        | Espanha                                | 2 (3) |                                        |                                        |       |  |
|  |                                        |                                        |       |                                        |                                        |       |  |
|  |                                        |                                        |       |                                        |                                        |       |  |
|  |                                        |                                        |       |                                        | Terceiro lugar                         |       |  |
|  | 16 de outubro de 2008 - Rio de Janeiro | 16 de outubro de 2008 - Rio de Janeiro |       | 18 de outubro de 2008 - Rio de Janeiro | 18 de outubro de 2008 - Rio de Janeiro |       |  |
|  | Espanha                                | 3                                      |       | Rússia                                 | 1                                      |       |  |
|  | Itália                                 | 2                                      |       |                                        | Itália                                 | 2     |  |

### Semifinais
| 16 de Outubro 10:30 | Rússia                   | 2 – 4     | Brasil                                                 | Ginásio do Maracanãzinho, Rio de Janeiro   |
|                     | Pula 17' · Khamadiev 25' | Relatório | Schumacher 3' · Falcão 7' · Vinícius 18' · Gabriel 37' | Público: 4,910 Árbitro: Héctor Rojas (PER) |

| 16 de Outubro 12:30 | Espanha                                    | 3 – 2 (pro) | Itália                 | Ginásio do Maracanãzinho, Rio de Janeiro      |
|                     | Daniel 4' · Fernando 44' · Foglia 50' (GC) | Relatório   | Foglia 26' · Grana 48' | Público: 5,079 Árbitro: Antonio Álvarez (CUB) |

### Disputa de terceiro lugar
| 18 de Outubro 10:30 | Rússia         | 1 – 2     | Itália                | Ginásio do Maracanãzinho, Rio de Janeiro   |
|                     | Dushkevich 25' | Relatório | Foglia 6' · Assis 39' | Público: 6,887 Árbitro: Scott Kidson (AUS) |

### Final
| 19 de Outubro 10:30 | Brasil                       | 2 – 2 (pro) | Espanha                 | Ginásio do Maracanãzinho, Rio de Janeiro    |
|                     | Marquinho 24' · Vinícius 36' | Relatório   | Torras 27' · Álvaro 38' | Público: 10,082 Árbitro: Fabián López (COL) |

|                                       |       | Penalidades                           |  |
| Marquinho: Wilde: Ciço: Lenísio: Ari: | 4 – 3 | Kike: Ortíz: Torras: Álvaro: Marcelo: |  |

| Brasil | Espanha |

## Premiação
| Vencedor                        |
| ------------------------------- |
| BRASIL 6º título (4º pela FIFA) |

| Vice-campeão | Espanha |

| 3° lugar | Itália |

| 4° lugar | Rússia |

| Prêmio FIFA Chuteira de Ouro (artilheiro): | Troféu FIFA Fair Play (equipe menos faltosa): | Prêmio FIFA Luva de Ouro (melhor goleiro): | Prêmio FIFA Bola de Ouro (melhor jogador): |
| ------------------------------------------ | --------------------------------------------- | ------------------------------------------ | ------------------------------------------ |
| 1º Pula 2º Falcão 3º Lenísio               | Espanha                                       | Tiago                                      | 1º Falcão 2º Schumacher 3º Tiago           |

## Artilharia
| 16 gols (1) - RUS Pula 15 gols (1) - BRA Falcão 11 gols (1) - BRA Lenísio 10 gols (2) - BRA Schumacher - RUS Damir Khamadiev 9 gols (1) - RUS Vladislav Shayakhmetov 8 gols (3) - PAR Fabio Alcaraz - PAR René Villalba - RUS Sirilo 7 gols (3) - ESP Fernando - ITA Fernando Grana - RUS Dmitry Prudnikov 6 gols (1) - BRA Betão 5 gols (7) - BRA Vinícius - BRA Wilde - CUB Eduardo Morales - IRN Mohammad Taheri - IRN Vahid Shamsaee - RUS Konstantin Maevskiy - UKR Valeriy Zamyatin 4 gols (13) - ARG Marcelo Giménez - CUB Yosniel Mesa - ESP Álvaro - ESP Daniel - ESP Javi Rodríguez - ESP Torras - IRN Ali Hassanzadeh - IRN Mohammad Hashemzadeh - ITA Patrick Nora - JPN Nobuya Osodo - PAR José Rotella - POR Arnaldo - UKR Sergiy Cheporniuk 3 gols (13) - ARG Diego Giustozzi - ARG Matías Lucuix - BRA Ari - BRA Marquinho - EGY Ahmed El Agouz - GUA Carlos Estrada - GUA Erick Acevedo - ITA Adriano Foglia - ITA Saad Assis - JPN Yuki Kanayama - POR Leitão | 3 gols (continuação) - UKR Ildar Makayev - UKR Mykhaylo Romanov 2 gols (32) - ARG Esteban González - ARG Martín Amas - ARG Sebastián Corazza - BRA Ciço - BRA Gabriel - CHN Hu Jie - CUB Carlos Madrigal - CUB Yulier Olivera - CZE Martin Dlouhý - CZE Tomáš Sluka - EGY Mizo - ESP Marcelo - GUA Daniel Tejada - GUA José González - IRN Masoud Daneshvar - IRN Mostafa Tayyebi - ITA Edgar Bertoni - ITA Márcio Forte - ITA Sandro Zanetti - JPN Kotaro Inaba - LBY Mohamed Rahoma - LBY Rabie Abdel - PAR Rodolfo Román - POR Cardinal - RUS Konstantin Agapov - RUS Konstantin Dushkevich - SOL Elliot Ragomo - THA Eakapong Suratsawang - THA Panuwat Janta - UKR Dmytro Ivanov - UKR Valeriy Legchanov - UKR Yevgen Rogachov 1 gol (66) - ARG Fernando Wilhelm - ARG Hernán Garcias - ARG Leandro Planas - BRA Carlinhos - CHN Liu Xinyi - CHN Zhang Xi - CHN Zheng Tao - CUB Boris Saname - CUB Jhonnet Martínez - CUB Yampier Rodríguez - CZE David Filinger - CZE Jan Janovský - CZE Marek Kopecký - CZE Michal Mareš - CZE Roman Mareš - CZE Zdeněk Sláma - EGY Abou El Komsan - EGY Ahmed Abou Serie - EGY Ramadan Samasry - EGY Sameh Saleh | 1 gol (continuação) - ESP Borja - ESP Luis Amado - ESP Ortíz - GUA Estuardo de León - GUA Luis Castro - GUA Manuel Aristondo - GUA Marlon Noj - IRN Ebrahim Masoudi - ITA Fabiano - JPN Kenichiro Kogure - JPN Kenta Fujii - JPN Yusuke Inada - JPN Yusuke Komiyama - LBY Fathi Alkhoga - LBY Mohamed Shahout - LBY Yousef Mohamed - PAR Carlos Chilavert - PAR José Luis Santander - PAR Oscar Jara - PAR Robson Fernández - PAR Walter Villalba - POR Bibi - POR Gonçalo - POR Israel - POR Jardel - POR Pedro Costa - POR Ricardinho - RUS Marat Azizov - RUS Nikolay Pereverzev - SOL Jack Wetney - SOL Micah Lea'alafa - SOL Ron Ginio - THA Lertchai Issarasuwipakorn - THA Prasert Innui - THA Sermphan Khumthinkaew - UKR Oleksandr Khursov - URU Daniel Laurino - URU Diego Garrido - URU Jorge Rodríguez - URU Juan Custódio - URU Mincho - URU Sebá - USA Andy Rosenband - USA Mike Apple - USA Denison Cabral - USA Pat Morris - USA Sandre Naumoski Gols contra (8) - CHN Hu Jie (para a Ucrânia) - CUB Yosniel Mesa (para a Rússia) - EGY Sameh Saleh (para a Ucrânia) - ITA Adriano Foglia (para a Espanha) - JPN Yoshifumi Maeda (para as Ilhas Salomão) - PAR José Luis Santander (para a Itália) - RUS Dmitry Prudnikov (para o Brasil) - UKR Fedir Pylypiv (para o Irã) |

## Destaques
- Foi a primeira vez na história que a partida final do mundial foi decidido nas cobranças de pênaltis. Antes disso, em 1989, e em 2004 houve partidas decididas nos pênaltis, mas eram nas semifinais do torneio.
- Muitos jogadores brasileiros acabaram fazendo parte de equipes estrangeiras. Na Rússia estiveram Sirilo e Pula que foi o artilheiro do torneio. No Paraguai estava Róbson Fernandez. Na Espanha estavam Fernandão, Marcelo e Daniel Ibánez. Já a Itália abusou: Todos os 14 jogadores da equipe eram nascidos no Brasil.
- Com exceção do Paraguai, que foi eliminado na segunda fase, todas as seleções que tinham brasileiros naturalizados em suas equipes conseguiram chegar às semifinais do torneio.
- A seleção de Cuba conseguiu a sua primeira vitória na história dos mundiais de futsal da FIFA. Na sua estreia na competição, os cubanos venceram as Ilhas Salomão pelo placar de 10 a 2.[9]
- Este campeonato registrou a partida com o maior número de gols em mundiais: Rússia 31–2 Ilhas Salomão. Esta mesma partida renderia outros dois recordes: Maior goleada (29 gols de diferença), e jogo em que um jogador fez o maior número de gols (o russo Pula, com 9 gols).[10]
- O Japão era o atual campeão asiático e tinha certo favoritismo durante a fase de preparação, pois havia perdido de pouco para o Brasil e Espanha em amistosos. No Grupo A, perderam para Brasil por 12 a 1, e para a Rússia por 9 a 1, ficando em terceiro lugar no Grupo A, sendo eliminados.[11]
- Os Estados Unidos tinham no currículo o vice-campeonato conquistado no mundial de 1992, disputado em Hong-Kong. Seu favoritismo foi desfeito quando perderam na estreia para o Paraguai por 0 a 5, e pela Itália por 1 a 6. O time ainda perdeu por 3 a 5 para a Tailândia e por 1 a 8 para Portugal. Não pontuaram, e ainda ficaram em último lugar no Grupo B.[12]
- A Itália esteve perto de levar a semifinal contra a Espanha para os pênaltis. Os espanhóis abriram o placar com um gol de Daniel Ibánez aos 4 minutos do primeiro tempo. Os italianos empataram com um gol de Adriano Foglia aos 6 minutos do segundo tempo. Na prorrogação, Fernandão recolocou a Espanha na frente aos 4 minutos do 1º tempo da prorrogação. A Itália colocou Fernando Grana como goleiro-linha, e ele mesmo empatou o jogo faltando 1' 16" do final da prorrogação. Quando faltavam 8 segundos para o final da partida, a Itália perdeu a posse de bola, e no contra-ataque, o chute espanhol bateu na trave e na perna de Adriano Foglia, entrando no gol, com o cronômetro da TV zerado. Os italianos reclamaram que o jogo havia terminado, quando houve o gol, mas o cronometrista disse que o gol ocorreu faltando 0.3 (três centésimos de segundo) para o fim do jogo. Os italianos ainda tentaram reiniciar o jogo com o tiro direto para o gol, mas não houve tempo para a bola ir para o gol.[13][14]
- A Bola de Ouro de melhor jogador da competição foi para Falcão. Foi a segunda vez que o atleta recebeu este prêmio, igualando o feito de Manoel Tobias.[carece de fontes?]